# Pavare uniformă
În geometrie o pavare uniformă este o pavare a planului cu fețe poligonale regulate cu restricția de a fi tranzitivă pe vârfuri.
Pavările uniforme pot exista atât în planul euclidian cât și în planul hiperbolic. Pavările uniforme sunt legate de poliedrele uniforme finite care pot fi considerate pavări uniforme ale sferei.
Cele mai multe pavări uniforme pot fi realizate prin construcția Wythoff începând cu un grup de simetrie și un punct generator singular în interiorul domeniului fundamental. Un grup de simetrie plană are un domeniu fundamental poligonal și poate fi reprezentat prin numele grupului reprezentat de ordinea planelor de oglindire în vârfuri consecutive.
Un domeniu fundamental triunghiular este (p q r), iar unul triunghiular dreptunghic este (p q 2), unde p, q și r sunt numere întregi mai mari decât 1. Triunghiul poate exista ca un triunghi sferic, un triunghi plan euclidian sau un triunghi plan hiperbolic, în funcție de valorile lui p, q și r.
Există o serie de scheme simbolice pentru denumirea acestor figuri, dintr-un simbol Schläfli modificat pentru domeniile în formă de triunghiuri dreptunghice: (p q 2) → {p, q }. Diagrama Coxeter–Dynkin este un graf triunghiular cu p, q, r etichetate pe laturi. Dacă r = 2, graful este liniar deoarece nodurile de ordin 2 din domeniu nu generează reflexii. Simbolul Wythoff preia cele 3 numere întregi și le separă printr-o bară verticală ( | ). Dacă punctul generator este în afara planului de oglindire aflat vizavi de un nod al domeniului, acesta este notat înaintea barei.
Pavările  pot fi descrise și prin configurația vârfurilor, succesiunea de poligoane din jurul fiecărui vârf.
Toate pavările uniforme pot fi construite prin diferite operații aplicate pavărilor regulate. Aceste operații, așa cum sunt denumite de Norman Johnson, se numesc trunchiere (tăierea vârfurilor), rectificare (tăierea vârfurilor până când muchiile dispar) și cantelare (tăierea laturilor). Omnitrunchierea este o operație care combină trunchierea și cantelarea. Snubarea este o operație de trunchiere alternativă a formei omnitrunchiate. (Pentru mai multe detalii a se vedea Poliedru uniform#Operatorii_construcției_Wythoff.)

## Grupuri Coxeter
Grupurile Coxeter pentru plan definesc construcția Wythoff și pot fi reprezentate prin diagrama Coxeter–Dynkin:
Grupurile de ordin întreg sunt:
| Simetrie orbifold  | Grup Coxeter | Grup Coxeter                                                        | Grup Coxeter | Diagramă Coxeter | note                        |
| Compacte           | Compacte     | Compacte                                                            | Compacte     | Compacte         | Compacte                    |
| ------------------ | ------------ | ------------------------------------------------------------------- | ------------ | ---------------- | --------------------------- |
| *333               | (3 3 3)      | {\displaystyle {\tilde {A}}_{2}}                                    | [3[3]]       |                  | 3 forme de reflexie, 1 snub |
| *442               | (4 4 2)      | {\displaystyle {\tilde {B}}_{2}}                                    | [4,4]        |                  | 5 forme de reflexie, 1 snub |
| *632               | (6 3 2)      | {\displaystyle {\tilde {G}}_{2}}                                    | [6,3]        |                  | 7 forme de reflexie, 1 snub |
| *2222              | (∞ 2 ∞ 2)    | {\displaystyle {\tilde {I}}_{1}} × {\displaystyle {\tilde {I}}_{1}} | [∞,2,∞]      |                  | 3 forme de reflexie, 1 snub |
| Necompacte (frize) |              |                                                                     |              |                  |                             |
| *∞                 | (∞)          | {\displaystyle {\tilde {I}}_{1}}                                    | [∞]          |                  |                             |
| *22∞               | (2 2 ∞)      | {\displaystyle {\tilde {I}}_{1}} × {\displaystyle {\tilde {A}}_{2}} | [∞,2]        |                  | 2 forme de reflexie, 1 snub |

| Simetrie orbifold | Grup Coxeter | Grup Coxeter | Diagramă Coxeter | note           |
| Compacte          | Compacte     | Compacte     | Compacte         | Compacte       |
| ----------------- | ------------ | ------------ | ---------------- | -------------- |
| *pq2              | (p q 2)      | [p,q]        |                  | 2(p+q) < pq    |
| *pqr              | (p q r)      | [(p,q,r)]    |                  | pq+pr+qr < pqr |
| Paracompacte      |              |              |                  |                |
| *∞p2              | (p ∞ 2)      | [p,∞]        |                  | p>=3           |
| *∞pq              | (p q ∞)      | [(p,q,∞)]    |                  | p,q>=3, p+q>6  |
| *∞p               | (p ∞ )       | [(p,∞,∞)]    |                  | p>=3           |
| *∞                | (∞ )         | [(∞,∞,∞)]    |                  |                |

## Pavări uniforme ale planului euclidian
Există grupuri de simetrie pe planul euclidian construite din triunghiurile fundamentale: (4 4 2), (6 3 2) și (3 3 3). Fiecare este reprezentat de un set de drepte de reflexie care împart planul în triunghiuri fundamentale.
Aceste grupuri de simetrie creează 3 pavări regulate și 7 semiregulate. Un număr de pavări semiregulate se repetă în construcții diferite.
Un grup de simetrie prismatică reprezentat de (2 2 2 2) este reprezentat de două seturi de drepte de oglindire paralele, care în general pot avea un domeniu fundamental dreptunghiular. Acestea nu generează pavări noi.
Un alt grup de simetrie prismatică, reprezentat de (∞ 2 2), are un domeniu fundamental infinit. Construiește două pavări uniforme: prisma apeirogonală și antiprisma apeirogonală.
Asamblarea în straturi a fețelor finite ale acestor două pavări prismatice construiește o pavare uniformă newythoffiană a planului. Se numește pavare triunghiulară alungită și este compusă din straturi alternante de pătrate și triunghiuri.
Triunghiuri dreptunghice fundamentale (p q 2)
| (p q 2)                   | Triunghiuri fundamentale | Părinte  | Trunchiat | Rectificat | Bitrunchiat    | Birectificat (dual) | Cantelat | Omnitrunchiat (Cantitrunchiat) | Snub       |
| Simbol Wythoff            |                          | q \| p 2 | 2 q \| p  | 2 \| p q   | 2 p \| q       | p \| q 2            | p q \| 2 | p q 2 \|                       | \| p q 2   |
| Simbol Schläfli           |                          | {p,q}    | t{p,q}    | r{p,q}     | 2t{p,q}=t{q,p} | 2r{p,q}={q,p}       | rr{p,q}  | tr{p,q}                        | sr{p,q}    |
| Diagramă Coxeter          |                          |          |           |            |                |                     |          |                                |            |
| Config. vârf              |                          | pq       | q.2p.2p   | (p.q)2     | p. 2q.2q       | qp                  | p. 4.q.4 | 4.2p.2q                        | 3.3.p. 3.q |
| ------------------------- | ------------------------ | -------- | --------- | ---------- | -------------- | ------------------- | -------- | ------------------------------ | ---------- |
| Pavare pătrată (4 4 2)    | 0                        | {4,4}    | 4.8.8     | 4.4.4.4    | 4.8.8          | {4,4}               | 4.4.4.4  | 4.8.8                          | 3.3.4.3.4  |
| Pavare hexagonală (6 3 2) | 0                        | {6,3}    | 3.12.12   | 3.6.3.6    | 6.6.6          | {3,6}               | 3.4.6.4  | 4.6.12                         | 3.3.3.3.6  |

Triunghiuri fundamentale generale (p q r)
| Simbol Wythoff (p q r) | Triunghiuri fundamentale | q \| p r | r q \| p  | r \| p q | r p \| q   | p \| q r | p q \| r   | p q r \|   | \| p q r    |
| Diagramă Coxeter       |                          |          |           |          |            |          |            |            |             |
| Config. vârf           |                          | (p.q)r   | r.2p.q.2p | (p.r)q   | q.2r.p. 2r | (q.r)p   | q.2r.p. 2r | r.2q.p. 2q | 3.r.3.q.3.p |
| ---------------------- | ------------------------ | -------- | --------- | -------- | ---------- | -------- | ---------- | ---------- | ----------- |
| Triunghiular (3 3 3)   | 0                        | (3.3)3   | 3.6.3.6   | (3.3)3   | 3.6.3.6    | (3.3)3   | 3.6.3.6    | 6.6.6      | 3.3.3.3.3.3 |

Domenii fundamentale nesimpliciale
Singurul domeniu fundamental posibil în spațiul euclidian bidimensional care nu este un simplex este dreptunghiul (∞ 2 ∞ 2), cu diagrama Coxeter: . Toate formele generate de el sunt pavări pătrate.

## Pavări uniforme ale planului hiperbolic
În planul hiperbolic există infinit de multe pavări uniforme cu poligoane regulate convexe fiecare bazată pe un grup de simetrie de reflexie diferit (p q r).
Sunt prezentate câteva exemple într-o proiecție pe discul Poincaré.
Diagrama Coxeter–Dynkin este dată într-o formă liniară, deși este de fapt un triunghi, cu segmentul final r conectându-se la primul nod.
În planul hiperbolic există și alte grupuri de simetrie cu domenii fundamentale patrulatere începând cu (2 2 2 3) etc., care pot genera noi forme. De asemenea, există domenii fundamentale care plasează vârfurile la infinit, cum ar fi (∞ 2 3) etc.
Triunghiuri fundamentale dreptunghice (p q 2)
| (p q 2)          | Triunghiuri fundamentale | Părinte  | Trunchiat | Rectificat | Bitrunchiat    | Birectificat (dual) | Cantelat   | Omnitrunchiat (Cantitrunchiat) | Snub         |
| Simbol Wythoff   |                          | q \| p 2 | 2 q \| p  | 2 \| p q   | 2 p \| q       | p \| q 2            | p q \| 2   | p q 2 \|                       | \| p q 2     |
| Simbol Schläfli  |                          | t{p,q}   | t{p,q}    | r{p,q}     | 2t{p,q}=t{q,p} | 2r{p,q}={q,p}       | rr{p,q}    | tr{p,q}                        | sr{p,q}      |
| Diagramă Coxeter |                          |          |           |            |                |                     |            |                                |              |
| Config. vârf     |                          | pq       | (q.2p.2p) | (p.q.p.q)  | (p. 2q.2q)     | qp                  | (p. 4.q.4) | (4.2p.2q)                      | (3.3.p. 3.q) |
| ---------------- | ------------------------ | -------- | --------- | ---------- | -------------- | ------------------- | ---------- | ------------------------------ | ------------ |
| (5 4 2)          | V4.8.10                  | {5,4}    | 4.10.10   | 4.5.4.5    | 5.8.8          | {4,5}               | 4.4.5.4    | 4.8.10                         | 3.3.4.3.5    |
| (5 5 2)          | V4.10.10                 | {5,5}    | 5.10.10   | 5.5.5.5    | 5.10.10        | {5,5}               | 5.4.5.4    | 4.10.10                        | 3.3.5.3.5    |
| (7 3 2)          | V4.6.14                  | {7,3}    | 3.14.14   | 3.7.3.7    | 7.6.6          | {3,7}               | 3.4.7.4    | 4.6.14                         | 3.3.3.3.7    |
| (8 3 2)          | V4.6.16                  | {8,3}    | 3.16.16   | 3.8.3.8    | 8.6.6          | {3,8}               | 3.4.8.4    | 4.6.16                         | 3.3.3.3.8    |

Triunghiuri fundamentale generale (p q r)
| Simbol Wythoff (p q r) | Triunghiuri fundamentale | q \| p r | r q \| p    | r \| p q | r p \| q     | p \| q r | p q \| r     | p q r \|   | \| p q r      |
| Diagramă Coxeter       |                          |          |             |          |              |          |              |            |               |
| Config. vârf           |                          | (p.r)q   | (r.2p.q.2p) | (p.q)r   | (q.2r.p. 2r) | (q.r)p   | (r.2q.p. 2q) | (2p.2q.2r) | (3.r.3.q.3.p) |
| ---------------------- | ------------------------ | -------- | ----------- | -------- | ------------ | -------- | ------------ | ---------- | ------------- |
| (4 3 3)                | V6.6.8                   | (3.4)3   | 3.8.3.8     | (3.4)3   | 3.6.4.6      | (3.3)4   | 3.6.4.6      | 6.6.8      | 3.3.3.3.3.4   |
| (4 4 3)                | V6.8.8                   | (3.4)4   | 3.8.4.8     | (4.4)3   | 3.6.4.6      | (3.4)4   | 4.6.4.6      | 6.8.8      | 3.3.3.4.3.4   |
| (4 4 4)                | V8.8.8                   | (4.4)4   | 4.8.4.8     | (4.4)4   | 4.8.4.8      | (4.4)4   | 4.8.4.8      | 8.8.8      | 3.4.3.4.3.4   |

## Liste extinse cu pavări uniforme
Există mai multe moduri în care lista de pavări uniforme poate fi extinsă:
1. Figurile vârfurilor pot avea fețe retrograde și pot înconjura vârful mai mult decât o dată.
2. Poligoanele stelate pot fi incluse.
3. Apeirogoanele, {∞}, pot fi folosite ca fețe ale pavărilor.
4. Restricția care cere ca dalele să se întâlnească latură la latură poate fi relaxată, permițând pavări suplimentare, cum ar fi pavarea pitagoreică.

Triunghiurile cu simetrie de grup retrogradă sunt:
(4/3 4/3 2) (6 3/2 2) (6/5 3 2) (6 6/5 3) (6 6 3/2)
Triunghiurile cu simetrie de grup infinită sunt:
(4 4/3 ∞) (3/2 3 ∞) (6 6/5 ∞) (3 3/2 ∞)
Branko Grünbaum, în cartea din 1987 Tilings and patterns (în română Pavări și modele), în secțiunea 12.3 enumeră 25 de pavări uniforme, inclusiv cele 11 forme convexe, și adaugă încă 14 pe care le numește „pavări goale” care cuprind primele două extinderi de mai sus, fețe poligonale stelate și figuri ale vârfurilor.

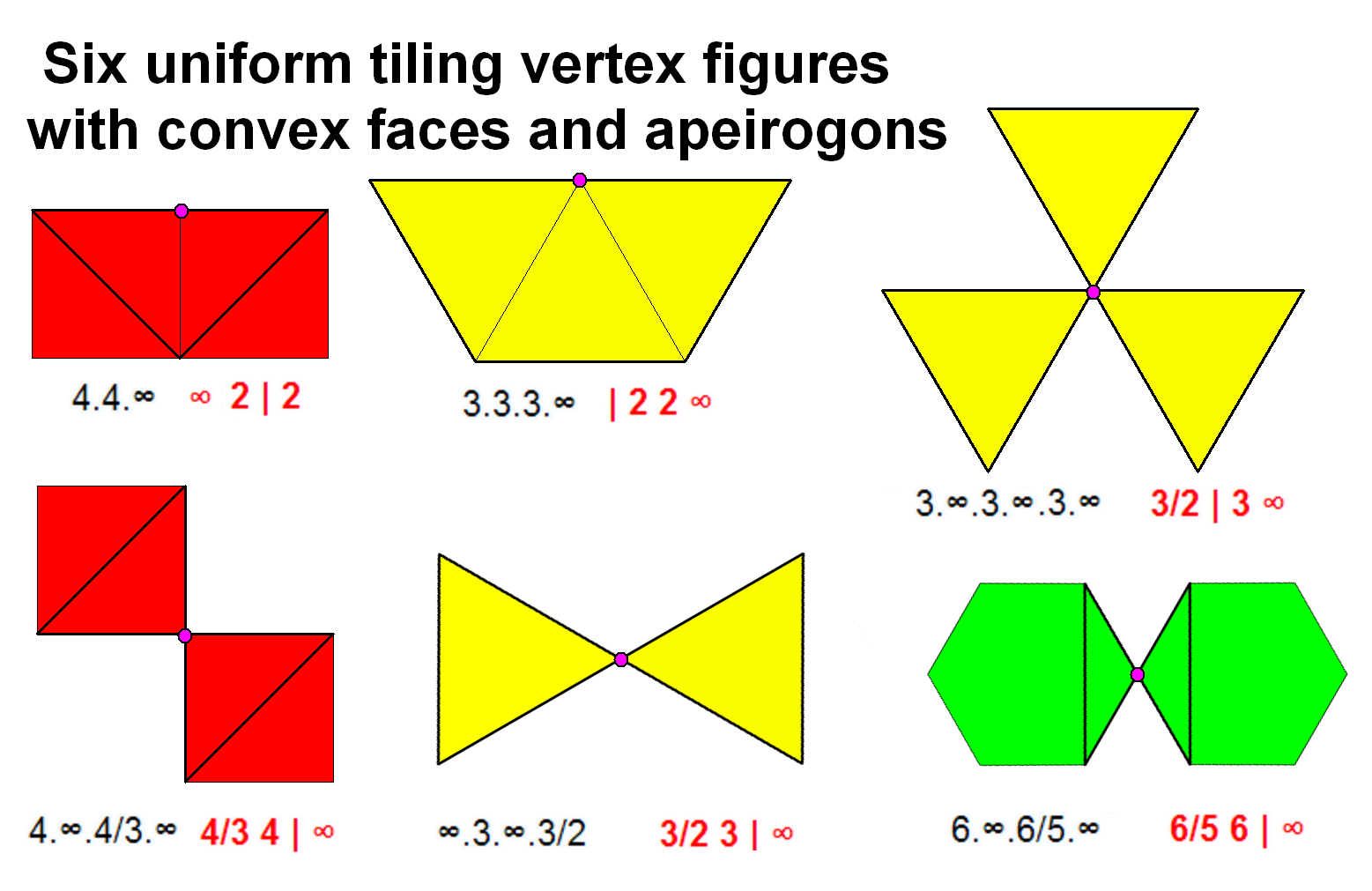
Figurile vârfului ale celor șase pavări cu poligoane regulate convexe și apeirogoane (simbolul Wythoff este cu roșu)

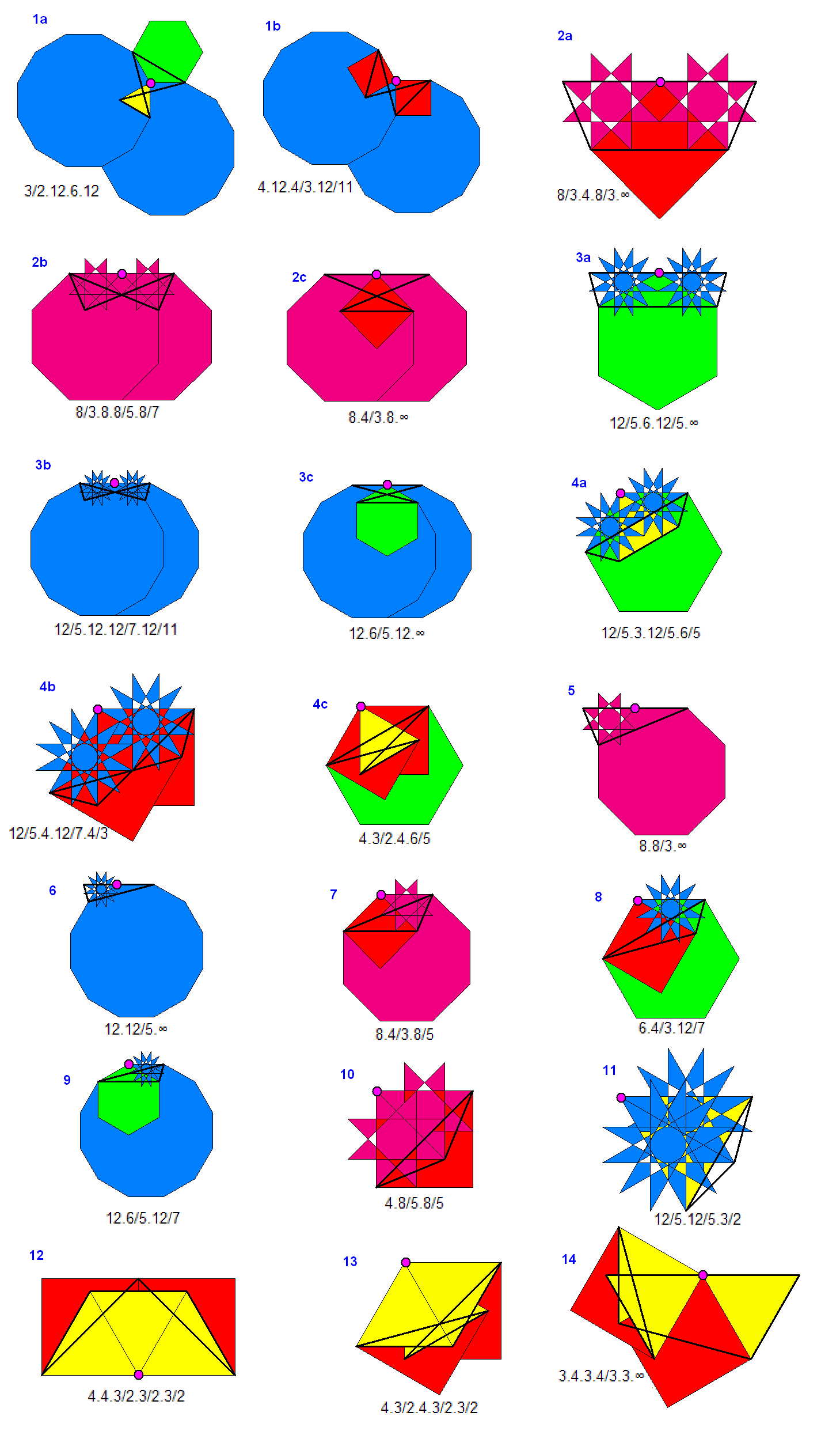
Figurile vârfului ale 21 de pavări uniforme

H.S.M. Coxeter ș.a., în lucrarea din 1954 Uniform polyhedra (în română Poliedre uniforme), în „Tabelul 8: Teselări uniforme”, tratează primele trei extensii și enumeră 38 de pavări uniforme. Dacă se numără și o pavare formată din 2 apeirogoane, totalul poate fi considerat 39 de pavări uniforme.
Pe lângă cele 11 soluții convexe, mai jos sunt prezentate cele 28 de pavări stelate uniforme enumerate de Coxeter ș.a. , grupate după grafurile laturilor în comun.
Nu este demonstrat că acest set ar fi complet.
| #  | Diagramă | Configurația vârfului | Wythoff  | Simetrie | Note                                                   |
| -- | -------- | --------------------- | -------- | -------- | ------------------------------------------------------ |
| I1 |          | ∞.∞                   |          | p1m1     | (Două dale semiplan, pavare apeirogonală de ordinul 2) |
| I2 |          | 4.4.∞                 | ∞ 2 \| 2 | p1m1     | Prismă apeirogonală                                    |
| I3 |          | 3.3.3.∞               | \| 2 2 ∞ | p11g     | Antiprismă apeirogonală                                |

| Simetrii ale grupului de tapet | Simetrii ale grupului de tapet | Simetrii ale grupului de tapet | Simetrii ale grupului de tapet       | Simetrii ale grupului de tapet | Simetrii ale grupului de tapet | Simetrii ale grupului de tapet |
| McNeill                        | Grünbaum                       | Diagrama laturilor             | Imagine                              | Configurația vârfului          | Wythoff                        | Simetrie                       |
| ------------------------------ | ------------------------------ | ------------------------------ | ------------------------------------ | ------------------------------ | ------------------------------ | ------------------------------ |
| I4                             |                                |                                |                                      | 4.∞.4/3.∞ 4.∞.-4.∞             | 4/3 4 \| ∞                     | p4m                            |
| I5                             |                                |                                |                                      | (3.∞.3.∞.3.∞)/2                | 3/2 \| 3 ∞                     | p6m                            |
| I6                             |                                |                                |                                      | 6.∞.6/5.∞ 6.∞.-6.∞             | 6/5 6 \| ∞                     | p6m                            |
| I7                             |                                |                                | ∞.3.∞.3/2 ∞.3.∞.-3                   | 3/2 3 \| ∞                     |                                | p6m                            |
| 1                              | 15                             |                                |                                      | 3/2.12.6.12 -3.12.6.12         | 3/2 6 \| 6                     | p6m                            |
| 1                              | 16                             |                                | 4.12.4/3.12/11 4.12.4/3.-12          | 2 6 (3/2 6/2) \|               |                                | p6m                            |
| 2                              |                                |                                |                                      | 8/3.4.8/3.∞                    | 4 ∞ \| 4/3                     | p4m                            |
| 2                              | 7                              |                                | 8/3.8.8/5.8/7 8/3.8.-8/3.-8          | 4/3 4 (4/2 ∞/2) \|             |                                | p4m                            |
| 2                              |                                |                                | 8.4/3.8.∞ 8.-4.8.∞                   | 4/3 ∞ \| 4                     |                                | p4m                            |
| 3                              |                                |                                |                                      | 12/5.6.12/5.∞                  | 6 ∞ \| 6/5                     | p6m                            |
| 3                              | 21                             |                                | 12/5.12.12/7.12/11 12/5.12.-12/5.-12 | 6/5 6 (6/2 ∞/2) \|             |                                | p6m                            |
| 3                              |                                |                                | 12.6/5.12.∞ 12.-6.12.∞               | 6/5 ∞ \| 6                     |                                | p6m                            |
| 4                              | 18                             |                                |                                      | 12/5.3.12/5.6/5                | 3 6 \| 6/5                     | p6m                            |
| 4                              | 19                             |                                | 12/5.4.12/7.4/3 12/5.4.-12/5.-4      | 2 6/5 (3/2 6/2) \|             |                                | p6m                            |
| 4                              | 17                             |                                | 4.3/2.4.6/5 4.-3.4.-6                | 3/2 6 \| 2                     |                                | p6m                            |
| 5                              |                                |                                |                                      | 8.8/3.∞                        | 4/3 4 ∞ \|                     | p4m                            |
| 6                              |                                |                                |                                      | 12.12/5.∞                      | 6/5 6 ∞ \|                     | p6m                            |
| 7                              | 6                              |                                |                                      | 8.4/3.8/5 4.8.-8/3             | 2 4/3 4 \|                     | p4m                            |
| 8                              | 13                             |                                |                                      | 6.4/3.12/7 -6.4.12/5           | 2 3 6/5 \|                     | p6m                            |
| 9                              | 12                             |                                |                                      | 12.6/5.12/7 -12.6.12/5         | 3 6/5 6 \|                     | p6m                            |
| 10                             | 8                              |                                |                                      | 4.8/5.8/5 -4.8/3.8/3           | 2 4 \| 4/3                     | p4m                            |
| 11                             | 22                             |                                |                                      | 12/5.12/5.3/2 12/5.12/5.-3     | 2 3 \| 6/5                     | p6m                            |
| 12                             | 2                              |                                |                                      | 4.4.3/2.3/2.3/2 4.4.-3.-3.-3   | newythoffian                   | cmm                            |
| 13                             | 4                              |                                |                                      | 4.3/2.4.3/2.3/2 4.-3.4.-3.-3   | \| 2 4/3 4/3                   | p4g                            |
| 14                             |                                |                                |                                      | 3.4.3.4/3.3.∞ 3.4.3.-4.3.∞     | \| 4/3 4 ∞                     | p4g                            |

## Pavări autoduale
Pavările pot fi autoduale. Pavarea pătrată cu simbolul Schläfli {4,4}, este autoduală. Alături sunt prezentate două pavări pătrate (cu roșu, respectiv cu negru), fiecare fiind duala celeilalte.

## Pavări uniforme cu poligoane stelate

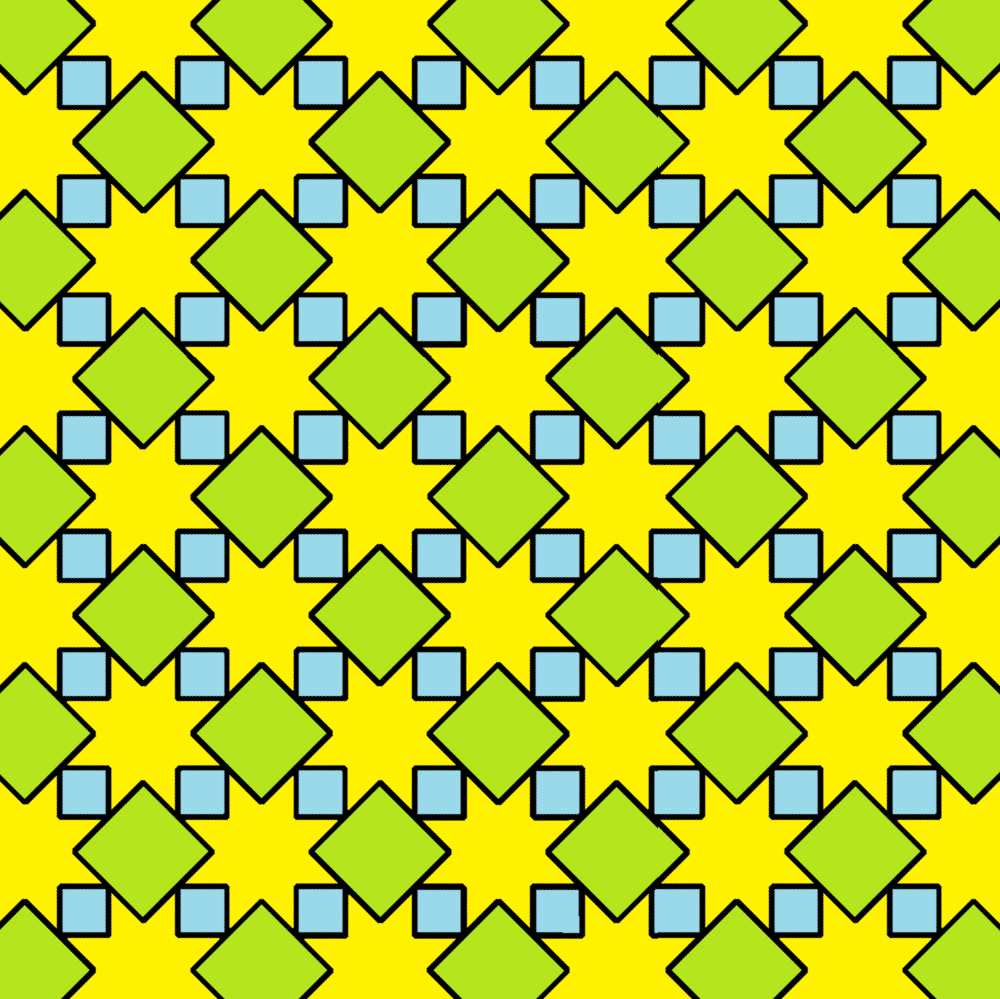
Acest exemplu, 4.8.4.8 nu este considerat a fi latură la latură datorită pătratului mare, deși poate fi interpretat ca poligon stelat cu perechi de laturi coliniare

Considerarea unui poligon stelat ca fiind un poligon în formă de stea (neconvex) cu un număr dublu de laturi și acceptarea acestora ca poligoane regulate le permite să fie folosite într-o pavare unifomă. Aceste poligoane sunt notate cu {Nα} pentru un 2N-gon izotoxal neconvex cu unghi diedru extern α. Vârfurile sale externe sunt notate cu N*
α și cu N**
α cele interne. Această extindere a definiției necesită să nu fie considerate vârfuri colțurile în care se întâlnesc doar 2 poligoane. Pavarea este definită prin configurația vârfurilor ca o secvență ciclică de poligoane convexe și neconvexe în jurul fiecărui vârf. Există 4 astfel de plavări uniforme cu unghiuri α ajustabile și 18 pavări uniforme care funcționează numai cu anumite unghiuri; obținând un total de 22 de pavări uniforme care folosesc poligoane stelate.
Toate aceste pavări sunt legate topologic de pavările uniforme cu poligoane regulate convexe, cu vârfurile cu doar 2 valențe ignorate și fețe pătrate ca digoane, reduse la o singură latură.
| 3.6* α.6** α 3.12.12 topologică | 4.4* α.4** α 4.8.8 topologică | 6.3* α.3** α 6.6.6 topologică | 3.3* α.3.3** α 3.6.3.6 topologică |

| 4.6.4* π/6.6 4.4.4.4 topologică        | (8.4* π/4)2 4.4.4.4 topologică               | 12.12.4* π/3 4.8.8 topologică    | 3.3.8* π/12.4** π/3.8* 4.8.8 topologică | 3.3.8* π/12.3.4.3.8* π/12 4.8.8 topologică | 3.4.8.3.8* π/12 4.8.8 topologică |
| 5.5.4* .5.4* π/10 3.3.4.3.4 topologică | 4.6* π/6.6** π/2.6* π/6 6.6.6 topologică     | (4.6* π/6)3 6.6.6 topologică     | 9.9.6* 4π/9 6.6.6 topologică            | (6.6* π/3)2 3.6.3.6 topologică             | (12.3* π/6)2 3.6.3.6 topologică  |
| 3.4.6.3.12* 4.6.12 topologică          | 3.3.3.12* π/6.3.3.12* π/6 3.12.12 topologică | 18.18.3* 2π/9 3.12.12 topologică | 3.6.6* π/3.6 3.4.6.4 topologică         | 8.3* π/12.8.6* 5π/12 3.4.6.4 topologică    | 9.3.9.3* π/9 3.6.3.6 topologică  |

### Pavări uniforme cu poligoane care alternează
Poligoanele stelate de forma {pα} pot reprezenta și ele 2p-goane convexe la care alternează două unghiuri, cel mai simplu fiind un romb {2α}. Admițându-le ca poligoane regulate, se creează mai multe pavări uniforme, mai jos fiind date câteva exemple.
| 3.2*.6.2** 3.4.6.4 topologică | 4.4.4.4 topologică | (2* π/6.2** π/3)2 4.4.4.4 topologică | 2* π/6.2* π/6.2** π/3.2** π/3 4.4.4.4 topologică | 4.2* π/6.4.2** π/3 4.4.4.4 topologică |